# 費爾普萊恩斯 (北卡羅萊納州)
費爾普萊恩斯（英語：Fairplains）是位於美國北卡羅萊納州威爾克斯縣的普查規定居民點。

## 人口
根據2020年美國人口普查的數據，費爾普萊恩斯的面積為10.89平方千米，皆為陸地。當地共有人口2029人，而人口密度為每平方千米186.32人。